# Leandro Riedi
Leandro Riedi (Frauenfeld, 27 de enero de 2002) es un tenista profesional suizo.

## Carrera profesional
Su mejor ranking en individuales fue la posición N°135 el 9 de enero de 2023.

## Títulos ATP Challenger (5; 4+1)

### Individuales (4)
| N.° | Fecha                   | Torneo                                   | Superficie | Oponente en la final | Resultado   |
| --- | ----------------------- | ---------------------------------------- | ---------- | -------------------- | ----------- |
| 1.  | 20 de noviembre de 2022 | Challenger de Helsinki                   | Dura (i)   | Tomáš Macháč         | 6-3, 6-1    |
| 2.  | 27 de noviembre de 2022 | Challenger de Andria                     | Dura (i)   | Mikhail Kukushkin    | 7-6(4), 6-3 |
| 3.  | 13 de enero de 2024     | Challenger de Oeiras Indoor II           | Dura (i)   | Martin Damm          | 7-6(6), 6-2 |
| 4.  | 28 de enero de 2024     | Challenger de Ottignies-Louvain-la-Neuve | Dura (i)   | Borna Ćorić          | 7-5, 6-2    |

### Dobles (1)
| N.° | Fecha                | Torneo                | Superficie | Pareja            | Oponentes en la final       | Resultado           |
| --- | -------------------- | --------------------- | ---------- | ----------------- | --------------------------- | ------------------- |
| 1.  | 9 de octubre de 2022 | Challenger de Tiburón | Dura       | Valentin Vacherot | Ezekiel Clark Alfredo Perez | 6-7(2), 6-3, [10-2] |